# Сорокуш перуанський
Сороку́ш перуанський (Thamnophilus divisorius) — вид горобцеподібних птахів родини сорокушових (Thamnophilidae). Мешкає в Перу і Бразилії.

## Таксономія і систематика
Птах був відкритий у 1994 році на височинах Акрі-Арх в бразильському штаті Акрі, а в 2004 році команда американських вчених описала новий вид. Його найближчими родичами є венесуельські і амазонійські сорокуші.

## Поширення і екологія
Перуанські сорокуші мешкають в національному парку Серра-ду-Дівісор в бразильському штаті Акрі та в прилеглому національному парку Сьєрра-дель-Дівісор в перуанських регіонах Лорето і Укаялі. Вони живуть в підліску хмарних лісів на висоті до 500 м над рівнем моря. 

## Збереження
Незважаючи на обмежений ареал виду, МСОП вважає цей вид таким, що не потребує особливих заходів зі збереження.